# Гаррі Л. Фрейзер
Гаррі Л. Фрейзер (англ. Harry L. Fraser; 31 березня 1889 — 8 квітня 1974) — американський кінорежисер і сценарист.

## Біографія
Народився в 1889 році у Сан-Франциско. Фрейзер зняв понад 80 фільмів у період з 1925 по 1951 рік, в тому числі фільм з Джоном Вейном «Ренді їде один» 1934 року, та серіал з Френком Баком 1937 року «Загроза джунглів». Фрейзер тако з'являвся як актор у фільмі з Джоном Вейном «Під небесами Аризони». Також писав сценарії до власних фільмів.
Фрейзер, як й інші режисери німого кіно, так як Вільям Бодин, Крісті Кебейн, Елмер Кліфтон та Ламберт Гілльйєр, був винахідливим режисером, який міг створити повнометражний фільм професійної якості, але з невеликим бюджетом. Фрейзер був надзвичайно вправним у цьому відношенні, як режисер та сценарист. Він став улюбленим режисером продюсерів братів Вайс, які зазвичай працювали зі стислими графіками та мінімальними бюджетами, а також доповнювали свої фільми кадрами, взятими з інших фільмів.
Ефективність Фрейзера була відзначена Columbia Pictures, де він працював помічником режисера та сценаристом у фільмах «Павук повертається» (1941), «Бетмен» (1943) та «Чик Картер, детектив» (1946).
Гаррі Л. Фрейзер помер у 1974 році в Помоні, Каліфорнія, через вісім днів після свого 85-річчя.

## Часткова фільмографія
- Залізний кіготь (1916)
- Таємниця подвійного хреста (1917)
- Спаліть їх, Барнс (1921)
- Межа неба (1925)
- На захід від Мохаве (1925)
- М'які подушки (1927)
- Стежки з кактусів (1927)
- Самотній захисник (1930)
- Малий з Монтани (1931)
- Край чоловіків у розшуку (1931)
- Дика дівчина (1932)
- Без честі (1932)
- Прикордонні дияволи (1932)
- Приборканий каменяр (1932)
- Закон Півночі (1932)
- Зникаючі люди (1932)
- Честь вершника  (1932)
- Нічний вершник (1932)
- Бродвей в Шайєн (1932)
- Прикородонна порода (1933)
- Втікач (1933)
- Вовчий пес (1933)
- Діамантова стежка (1933)
- Боротьба Парсона (1933)
- Повернення Кейсі Джонса (1933)
- Галантний дурень (1933)
- Гарцюючий Ромео (1933)
- Ренді їде наодинці (1934)
- Боротьба (1934)
- Під небесами Аризони (1934)
- Суспільний огріх (1935)
- Малий Тонто (1935)
- Вагонна стежка (1935)
- П'ять поганих людей (1935)
- Рай Растлера (1935)
- Місто-привид (1936)
- Волосатий Кейсі (1936)
- Дикі тузи (1936)
- Герої Аламо (1937)
- Загроза джунглів (1937)
- Дух молодості (1938)
- Пісні та сідла (1938)
- Приманка пустки (1939)
- Павук повертається (1941)
- Старий Чізгольмський слід (1942)
- Долина зникаючих людей (1942)

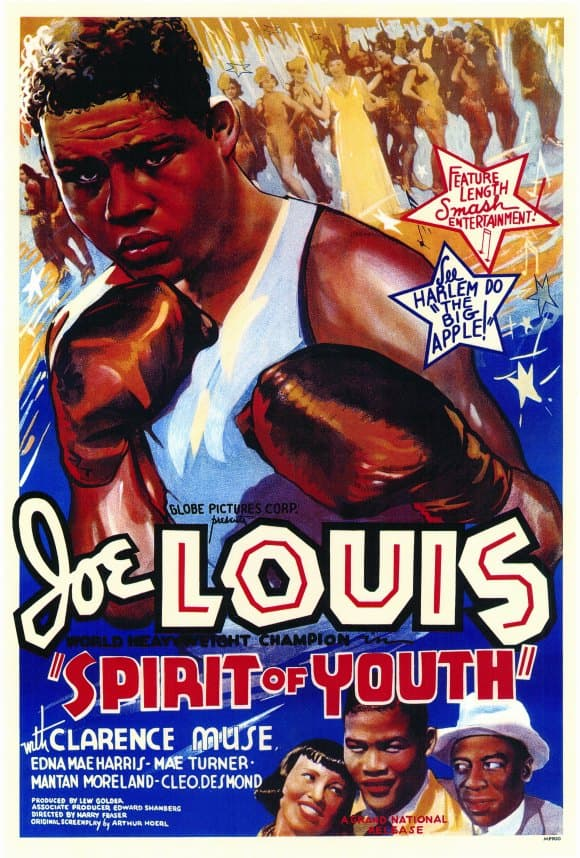
Постер до фільму «Дух молодості»

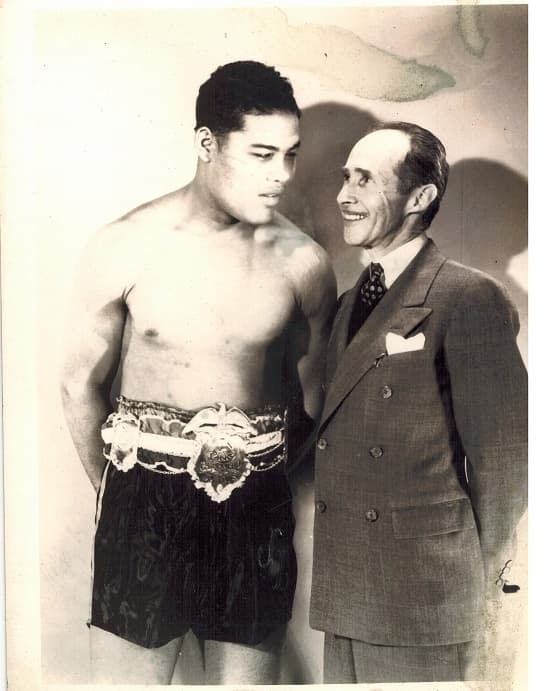
Джо Луїс і режисер «Дух молодості» Гаррі Л. Фрейзер

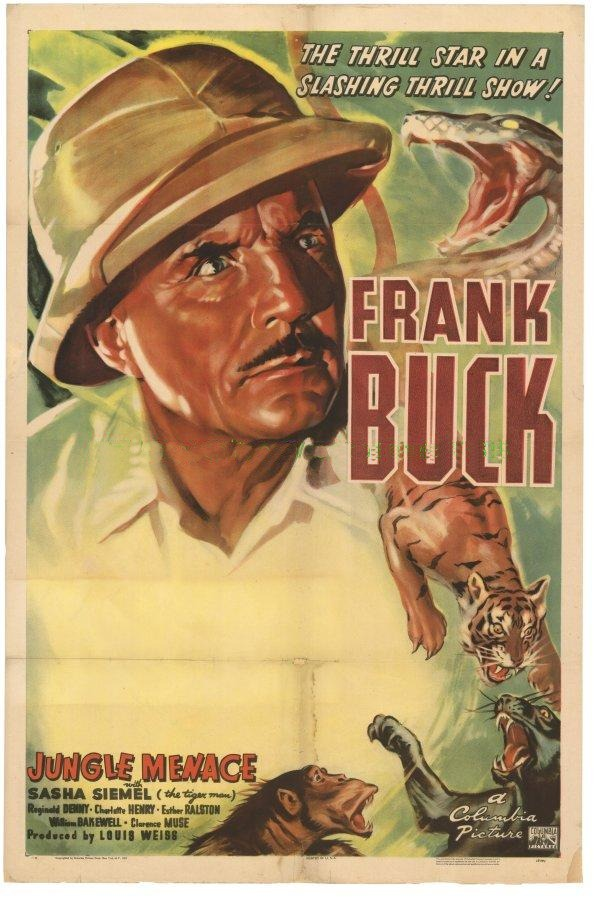
Оригінальний постер з Френком Баком до фільму «Загроза джунглів» (1937)

- Намет сьогодні ввечері на старому таборі (1943)
- Бетмен (серіал 1943 року)
- Капітан Америка (1944)
- Бренд диявола (1944)
- Меса порохового диму (1944)
- Я звинувачую своїх батьків (1944)
- Шепчучий череп (1944)
- Ворог закону (1945)
- Біла горила (1945)
- Палаючі кулі (1945)
- Малий Навахо (1945)
- Людина з шістьма пістолетами (1946)
- Чик Картер, детектив (1946)
- Син гвардійця (1946)
- Текс Ґрейнджер (1948)
- Прикути на все життя (1951)
- Стежка Абілін (1951)

## Зовнішні посилання
- Гаррі Л. Фрейзер на сайті IMDb (англ.)
- Frank Buck saves Dorothy (Charlotte Henry) from a snake in Jungle Menace на YouTube

1. 1 2  Bibliothèque nationale de France BNF: платформа відкритих даних — 2011.
2. 1 2  SNAC — 2010.
3. 1 2  Catalog of the German National Library